# 瓦列沃
瓦列沃是塞爾維亞西部科盧巴拉區的城市。城市面積为905平方公里，2022年人口数量为82,169人，中心城区的人口数量则为56,145人。
市內有新石器時代的遺跡。在歷史上是重要的貿易中轉站。奧斯曼帝國曾統治瓦列沃。都市在20世紀快速發展，是塞爾維亞重要的工業和文化中心。眾多交通要道都途徑瓦列沃。瓦列沃附近有多座景區。市區附近有溫泉療養區。市內還有國家博物館。

## 外部連結
- 官方网站  （塞爾維亞語）
- Valjevo online （页面存档备份，存于）